# 2030 — Восстание молодых немцев
«2030 — Восстание молодых немцев» (нем. 2030 - Aufstand der Jungen) (рабочее название документального фильма: «2030 — Эксплуатация внуков» (нем. 2030 - Ausbeutung der Enkel) — немецкий телевизионный фильм, снятый в 2009 году режиссёром Йоргом Людорфом (нем. Jörg Lühdorff). Премьера картины состоялась в 2011 году. Фильм был анонсирован телеканалом ZDF как документальный фильм о демографическом развитии в Федеративной Республике Германия. Социально-критический трёхсерийный предшественник под названием «2030 — Восстание старших немцев» (нем. Aufstand der Alten), снятый в 2007 году, был посвящён будущему пожилых людей в немецком обществе. «2030 — Восстание молодых немцев» (нем. 2030 - Aufstand der Jungen), в свою очередь, повествует о социальной судьбе молодого населения в Федеративной Республике Германия. В своей новой работе режиссёр Йорг Людорф (нем. Jörg Lühdorff) стремится описать возможные последствия демографических изменений с точки зрения молодого поколения. Для работы над документальным фильмом Людорф изучил многочисленные научные исследования.

## Тематика
Темы долговых ловушек, вызванных расходами на уход за бабушкой в связи с её тяжёлым онкологическим заболеванием, затраты на лечение которого не покрываются современными, нечеловеческими условиями медицинского страхования, как часть двухклассной медицины будущего, поставлены в виде репортажа о расследовании. И на этот раз журналистка Лена Бах (нем. Lena Bach) ищет в фильме подоплёку и раскрывает политический скандал. В фильме критически рассматриваются такие сферы, как государство наблюдения, генетическое тестирование для классификации медицинских страховок, защита персональных данных, трудности с получением страховой пенсии, обусловленные бюрократической волокитой, гражданские права и возникновение напряжённости среди населения Германии в связи с увеличением разрыва между богатыми и бедными в результате игнорирования политических мер из-за старения населения, проблематика демографического развития страны.

## Сюжет
В Берлине 2030 года на Жандарменмаркт (также Жандармская площадь, нем. Gendarmenmarkt— букв. «Жандармский рынок») находят тяжело раненного молодого Тима Бурденски (нем. Tim Burdenski). После экстренного звонка таксиста его доставляют в больницу, но он умирает, несмотря на отложенную срочную операцию. Журналистка Лена Бах (нем. Lena Bach) начинает расследование, поскольку 30-летний юноша — один из десяти так называемых «детей тысячелетия», за которыми телевизионная команда следила в долгосрочном документальном фильме с момента их рождения 1 января 2000 года. Все они являются представителями среднего класса.
Федеральная прокуратура ФРГ сообщила общественности, что молодой человек был пойман при попытке проникнуть в особо охраняемый национальный реестр данных и был застрелен сотрудником отряда быстрого реагирования (нем. Spezialeinsatzkommando, SEK) при попытке к бегству. Однако давняя подружка Тима Софи Шефер (нем. Sophie Schäfer), ещё один представитель поколения Миллениума, утверждает, что Тим вовсе не мёртв и что ей звонили от него. После того как Лена узнаёт, что тело было кремировано без заключения о вскрытии, она принимает решение провести дальнейшее расследование и с помощью документального фильма составить представление о жизни Тима. Вместе с Софи она обнаруживает новые несоответствия. Вопреки тому, что показывали по телевидению, он жил в страшной нищете и был по уши в долгах.
Несмотря на свой талант, Тим не мог позволить себе изучать искусство в университете и поначалу работал на постоянной работе в качестве графического дизайнера. Однако, как и многие другие, он был сокращён и поддерживал своё существование за счёт подработки. Из стыда он скрывал свою нищету и влез в долги после того, как у его бабушки обнаружили онкологическое заболевание и семье пришлось взять на себя большую часть расходов по уходу за ней. После финансового кризиса 2007 года Федеральное правительство Германии с 2015 года резко сократило большинство социальных пособий, расторгло договор между поколениями и отменило государственную пенсию, а системы пенсионного обеспечения, ухода и медицинского страхования были в значительной степени приватизированы. Кроме того, была значительно повышена плата за обучение и создана национальная база данных с личной информацией обо всех гражданах. Личное банкротство стало невозможным, что вынудило многих людей начать заниматься нелегальной профессиональной деятельностью.
Во время поисков Тима Лена и Софи обнаруживают опубликованную в интернете фотографию с мобильного телефона, на которой он запечатлён в гетто «Хёлленберг» (нем. Höllenberg) в районе Берлина «Шёнеберге» (нем. Schöneberg), и таким образом получают доказательство того, что Тим жив. Район, в котором находится инициатива «Хоффнунгшталь» (нем. Hoffnungstal), основанная Винсентом Фишером (нем. Vincent Fischer), известен своим крайне высоким уровнем преступности и бедности. В самом районе проживают люди, являющиеся представителями обедневшего среднего класса. Инициатива состоит из людей, находящихся на грани преступности, которые отвернулись от государства и хотят заменить больше не функционирующее государство всеобщего благосостояния соседской помощью и личной инициативой. Работая медбратом в больнице, Винсент Фишер помогает тяжелобольным пациентам, погрязшим в долгах из-за антисоциальной системы здравоохранения, получить фиктивные свидетельства о смерти, чтобы они могли скрыться. Когда Винсента Фишера убивают при попытке к бегству от сотрудников полиции, в обнищавших слоях населения возникает социальная напряжённость, и на несколько дней вспыхивают жестокие беспорядки, распространяющиеся по всей территории Германии и радикально подавляемые сотрудниками полиции.
Лена и Софи наконец получают наводку о местонахождении Тима. Паула Бурденски (нем. Paula Burdenski), жена Тима, тяжело больна раком и лечится в нелегальной клинике. Несколько лет назад девушка выбрала более выгодный тариф после генетического теста на личную вероятность будущих заболеваний, после чего больничная касса отказала ей в дорогостоящей терапии как не покрываемой страховкой. Несмотря на перевод денежных средств, Паула в конце концов умерла. Тим пытается манипулировать её персональными данными, несмотря на огромную опасность, инсценирует свою смерть и уходит в подполье. В конце концов Тим сдался полиции и был приговорён к двум годам лишения свободы условно за попытку манипулирования персональными данными.

## В ролях
- Беттина Циммерман: Лена Бах
- Лавиния Вильсон: Софи Шефер
- Барнаби Мечурат: Тим Бурденски
- Катрин фон Штайнбург: Паула Бурденски
- Ральф Херфорт: Винсент Фишер

## Зрительские рейтинги документального фильма
Документальный фильм посмотрели в общей сложности 2,05 миллиона зрителей, что составило 6,1 процента от общего числа зрителей среди немецкой аудитории. Более низкие показатели были зафиксированы среди зрителей в возрасте от 14 до 19 лет, где доля зрителей при просмотре документального фильма «2030 — Восстание молодых немцев» (нем. Aufstand der Jungen) составила всего 4,7 процента от общего числа. Таким образом, сериал-предшественник «2030 — Восстание старших немцев» (нем. Aufstand der Alten) оказался гораздо успешнее у более молодой целевой группы, особенно в первом эпизоде, и достиг двузначной доли рынка, значительно превышающей среднюю долю канала среди зрителей немецкой аудитории в возрасте от 14 до 19 лет.

## Критика и рецензии
Журналист Кристиан Бусс в статье немецкого новостного веб-сайта «Шпигель Онлайн» (нем. Spiegel Online) отметил следующее:
«В документальном фильме «2030 —Восстание молодых немцев«, написанном и снятом, как и его предшественник, специалистом по криминальным триллерам Йоргом Людорффом, также есть несколько красивых и смехотворных бамбуковых сцен [...]". Однако «втиснутые в 90 минут, все демографические факты оказывают сокрушительное воздействие на сюжет», и герои «падают под тяжестью социального бремени, простирающегося по всему сюжету документального фильма». «Очарование стойких» не хочет материализоваться в сиквеле, как это было в другой картине «2030 — Восстание старших немцев». Даже если название наводит на мысль о близости к бестселлеру студенческих книжных магазинов «Грядущее восстание», подрывной потенциал молодых рассерженных граждан в новом фальшивом документальном фильме телеканала ZDF ограничен». Сопротивление имеет более «эгоистичные причины», поскольку люди «на самом деле не хотят свергать систему, они просто хотят использовать ее наилучшим образом».
В газете «Франкфуртер рундшау» (нем. Frankfurter Rundschau, FR) журналистка Клаудия Вик описала документальный фильм как яркую постановочную мрачность, интересную с точки зрения мастерства, но временами несколько недоступную.
«Временами «можно было прочувствовать, как сценарист и режиссер Йорг Людорф старается сохранить напряжение на протяжении всей этой агонии». При этом Людорф полагался «прежде всего на технические уловки»: В вымышленном документальном фильме камеры наблюдения рассказывают нам о том, что произошло ночью на Жандарменмаркт, а затем в отделении скорой помощи». Аналогичным образом, «отрывки из якобы долгосрочного документального фильма о детях тысячелетия» позволяют окунуться в прошлое. «За всем этим интересно наблюдать с технической точки зрения, но временами это кажется несколько недоступным. Даже героиня Софи не совсем понятна своей актрисе Лавинии Уилсон как эмоциональная кульминация фильма».
Журналистка Фредерике Хаупт в статье газеты «Франкфуртер альгемайне цайтунг» (нем. Frankfurter Allgemeine Zeitung, FAZ) следующее:
«Старое изношенное здание на фоне стеклянных и стальных построек, купающихся в голубом научно-фантастическом свете Берлина, обзаведшегося несколькими небоскребами, — фильм может быть настолько поразительным, даже если известные антиутопии, такие как «Сойлент Грин» или «Гаттака», кажутся более тонкими. Но они также более далеки от нашего времени». Документальный фильм в очередной раз повторяет то, о чем «демографы, такие как Хервиг Бирг, предупреждали годами [...] особенно громко, четко и радикально».